# Otoniela
Otoniela es un género de arañas araneomorfas de la familia Anyphaenidae. Se encuentra en Sudamérica.

## Especies
Según The World Spider Catalog 12.0:
- Otoniela adisi Brescovit, 1997
- Otoniela quadrivittata (Simon, 1897)